# Einstellungsgröße
Die Einstellungsgröße bezeichnet in der Filmkunst das Größenverhältnis des abgebildeten Objekts zur Kadrierung, also dem vorgegebenen Bildfeld. Die Einstellungsgröße ergibt sich aus der Distanz der Kamera zum aufgenommenen Objekt und den gewählten Abbildungsparametern der Kamera.
Einstellungsgrößen finden neben der Filmkunst und der Fotografie auch in der Comic-Kunst Anwendung. Sie sind ein wichtiges Mittel bildlichen/filmischen Erzählens und können psychologische Akzente setzen. In der Regel werden die Einstellungsgrößen im Storyboard definiert.
Grundsätzlich gibt es viele verschiedene Bezeichnungen und Schemata zur Definition von Einstellungsgrößen. Die Grenzen zwischen den einzelnen Einstellungen sind nicht streng, und es gibt regionale Unterschiede (USA, Europa), wie auch persönliche Handschriften eines Regisseurs, Kameramanns oder Filmemachers. Je mehr Bildinhalt um den fokussierten Hauptinhalt herum zu sehen ist, desto totaler ist die Einstellung. Die Einstellungen werden oft in zwei Hauptgruppen unterteilt: Die totalen Einstellungen (engl. long shots) und die nahen Einstellungen (close-ups). Im Folgenden sind die wichtigsten kurz vorgestellt: Supertotale, Totale, Halbtotale, Amerikanische Einstellung, Halbnahe, Nahe, Groß-, Detailaufnahme, Italienische Einstellung.
Ein Wechsel der Einstellungsgröße bei laufender, stationärer Kamera wird als Zoom bezeichnet. Ein Wechsel kann aber auch durch eine Kamerafahrt erfolgen, was bei szenischen Produktionen wesentlich häufiger der Fall ist als ein Zoom. Da sich beim Zoom die Perspektive nicht verändert, wird diese Methode des Wechsels der Einstellungsgröße als flach und leblos angesehen. Sie entspricht auch nicht der alltäglichen Seherfahrung des Publikums, die eine Veränderung des Bildausschnittes instinktiv mit einer Bewegung des Betrachters verbindet. Eine Sonderform ist der Dolly-Zoom, eine Kamerafahrt mit gleichzeitig gegenläufigem Zoom. Die Einstellungsgröße bleibt bei einem sauber ausgeführten Dolly Zoom gleich, während die Veränderung in der Perspektive ein Schwindelgefühl vermittelt.

## Totale Einstellungen(long shots)

### Supertotale
(englisch extreme long shot, ELS)

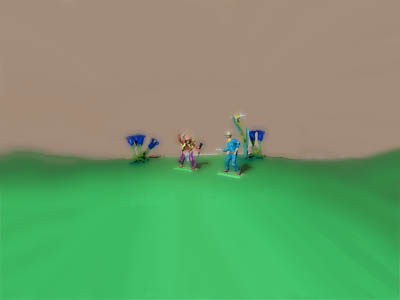
Supertotale

In der Supertotalen, auch Weite, Panorama oder Weitwinkel-Ansicht genannt, ist eine Landschaft der Bildinhalt. Menschen erscheinen darin verschwindend klein. Sie wird zum Beispiel für Establishing Shots eingesetzt, um das Geschehen in seine Umgebung eingebettet zu zeigen. Als psychologischer Akzent kann sie Gefühle wie Einsamkeit, Isolation, Fremdheit und/oder Gefahr, aber auch Freiheit und Unendlichkeit ausdrücken. Diese Einstellung eignet sich auch, um die Tiefe der Landschaft zu verdeutlichen, wenn Personen diese betreten oder Fahrzeuge hineinfahren.

### Totale

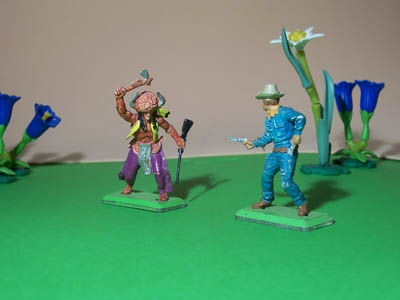
Totale

(englisch long shot, LS, auch wide shot)
Die Einstellung wird verwendet, wenn eine Person oder Gruppe vollständig in ihrer Umgebung, also total zu sehen ist, die Landschaft aber nicht den Hauptbildinhalt ausmacht. Der Mensch erscheint zwar größer als in der Supertotalen, aber immer noch relativ unwichtig. Die Totale wird häufig für Establishing Shots eingesetzt. In Filmen, die überwiegend oder nur aus Totalen bestehen, wirken die Akteure unnahbar. In Dokumentarfilmen sind totale Einstellungen häufiger als in Spielfilmen zu finden. Sie sind dafür da, um einen Überblick über das Geschehen zu geben.

### Halbtotale

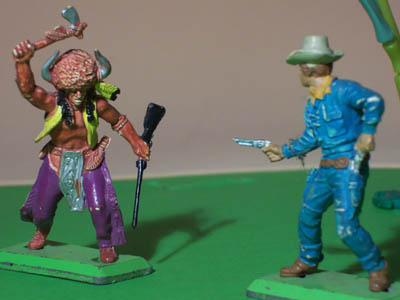
Halbtotale

(englisch medium long shot, MLS, auch figure shot oder complete view)
Die Figuren werden von Kopf bis Fuß gezeigt. Diese Einstellungsgröße lässt sich gut für Menschengruppen einsetzen, oder für körperliche Aktionen, beispielsweise in der Slapstick-Comedy. In der Halbtotalen ist die Körpersprache oft wichtiger als der Dialog.

### Full Shot
(seltener auch englisch complete view)
Der Full Shot ist eine besondere Form der halbtotalen Einstellung. Er zeigt nur die Personen und wenig oder gar nichts von deren Umgebung.

## Nahe Einstellungen(close-ups)

### Medium Shot

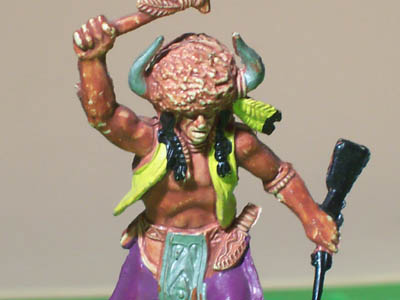
Halbnahe

(englisch medium shot, MS oder auch mid shot)
Die Figuren werden vom Kopf abwärts gezeigt bis zur Hüfte; man nimmt hier die breiteste Stelle der Hüfte als Anhaltspunkt, um die Person anzuschneiden; die unmittelbare Umgebung ist im Hintergrund erkennbar. Eine Sonderform ist die amerikanische Einstellung (american shot, AS), in der die Darsteller bis etwa zum Knie gezeigt werden. Diese Einstellungsgröße wurde oft im Western verwendet, um die Cowboys mitsamt ihrer Waffe zu zeigen.

### Halbnah

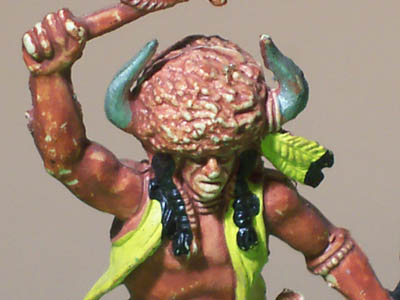
Nahe

(englisch medium close-up, MCU, entspricht dem Porträt)
Die Figur wird vom Kopf bis zur Hüfte gezeigt. Diese Einstellung entspricht der natürlichen Sehsituation und wird deswegen häufig in Dialogszenen verwendet.
Die halbnahe Einstellung wird aber auch in geschlossenen Räumen verwendet und in der deutschen Filmproduktion als halbnaher Einer, Zweier oder Dreier usw. bezeichnet.

### Nahe
(head and shoulder close-up bzw. nur shoulder close-up, entspricht der Büste)
Die Figur wird vom Kopf bis zur Mitte des Oberkörpers gezeigt. Diese Einstellungsgröße kommt zum Beispiel in Gesprächsszenen zum Einsatz, wenn es auf die Mimik und Gestik ankommt. Auch sieht der Zuschauer in dieser Einstellung, wohin die Figur schaut, und kann daraus Schlüsse über den Fortgang der Handlung ziehen. In deutschen Filmproduktionen werden traditionell die Begriffe nahe Einer oder Zweier verwendet.
Sie wird auch als Talking-Head oder Talking-Head Shot bezeichnet. Sie wird bei Nachrichten- und Sportsendungen sowie Dokumentationen verwendet. Dabei sitzt die Person etwa 3–4 Meter vor der Kamera und blickt direkt in die Linse. In Dokumentationen spricht die Person dann reflektierend über die gezeigten Ereignisse. Dafür werden nur eine Kamera und wenige Leuchtmittel benötigt.

### Großaufnahme
(englisch close-up, CU)

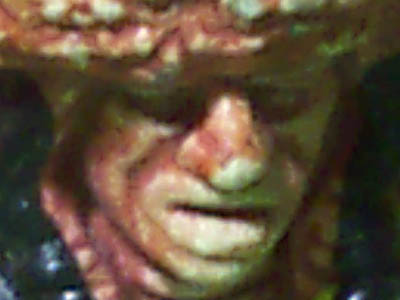
Großaufnahme

Der Kopf der Figur und ein Teil der Schultern werden abgebildet. Oft sind Teile des gefilmten Objekts (Hüte usw.) abgeschnitten. Die Mimik steht hier deutlich im Vordergrund. Die Einstellungsgröße kann verwendet werden, um Gefühle im Stadium ihrer Entstehung zu zeigen oder Handlungen, die nur mit den Händen vorgenommen werden.

### Detail

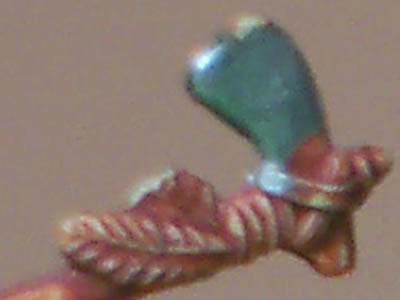
Detail

(englisch extreme close-up, ECU, oder choker close-up)
Es wird nur ein Ausschnitt des Gesamtbildes gezeigt, beispielsweise nur die Augen oder der Mund eines Menschen oder andere wichtige Details der Szene, wie etwa die Worte, die auf einem Computer getippt werden.
Die Aufmerksamkeit des Zuschauers wird auf einen kleinen Bildausschnitt gelenkt. Die intensive Bildwirkung vermittelt Intimität oder erzeugt auch eine abstoßende Wirkung.

### Italienisch
(englisch Italian shot)

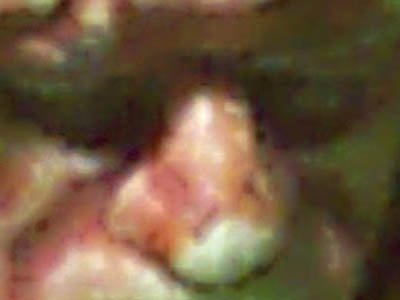
Italienisch

Besondere Art der Detailaufnahme, bei der nur die Augen des Protagonisten gezeigt werden. Ein bekanntes Beispiel ist in Sergio Leones Western C’era una volta il West (Spiel mir das Lied vom Tod) in den Szenen des Duells zwischen Henry Fonda und Charles Bronson zu sehen.

## Bedeutungen der Einstellungen
Jede Einstellungsform eignet sich für bestimmte Zwecke besonders gut. Eine wichtige Informationsquelle ist aber auch der Wechsel der Einstellungen. An ihr lassen sich stilistische Merkmale und auch die Handschrift des Regisseurs erkennen. Auch verschiedene Filmtraditionen und -kulturen verwenden traditionell sehr unterschiedliche Wechsel in den Einstellungen.
Actionfilme oder Dokumentarfilme weisen oft einen hohen Anteil long shots auf, weil für diese Filme Mimik und nonverbale Ausdrucksformen weniger wichtig sind, sondern gesamte Vorgänge eingefangen werden. Auch quasidokumentarische Filme enthalten oft viele totale Einstellungen und verraten hiermit ihre Herkunft aus dem Dokumentarfilm. Filme, die Beziehungen der Figuren und das Gefühl in den Vordergrund stellen, enthalten viele Nahe Einstellungen.